# حسن سردار
حسن سردار ( به اردو : حسن سردار ) (متولد ۲۲ اکتبر ۱۹۵۷ در کراچی، پاکستان  ) بازیکن سابق هاکی روی چمن و کاپیتان تیم اهل پاکستان است که به همراه تیم ملی هاکی مردان در المپیک تابستانی ۱۹۸۴ در لس‌آنجلس، کالیفرنیا مدال طلا را کسب کرد . 
سردار ، اهل کراچی ، در دبیرستان دولتی حبیب تحصیل کرد و از کالج آیتچیسون لاهور فارغ‌التحصیل شد . مسلماً بهترین مهاجم مرکزی که پاکستان تاکنون تربیت کرده است، او فعالیت بین‌المللی خود را در اوایل دهه 1980 آغاز کرد و اولین جام جهانی هاکی خود را در سال 1982 که در بمبئی هند برگزار شد ، بازی کرد . او با ظرافت و مرگباری که داشت، به همراه شهناز شیخ ، سمیع‌الله خان ، حنیف خان و کلیم‌الله خان، مسلماً در بهترین خط حمله‌ای که پاکستان تاکنون داشته است، بازی می‌کرد . سردار به دلیل به ثمر رساندن 11 گل در جام جهانی، به عنوان «مرد مسابقات» انتخاب شد و پاکستان مدال طلا را از آن خود کرد. 
در بازی‌های آسیایی ۱۹۸۲ در دهلی نو ، او با یک هت‌تریک به پاکستان کمک کرد تا با نتیجه ۷ بر ۱ به کاپیتانی سمیع‌الله، هند را در هم بکوبد. او در کسب مدال طلا توسط پاکستان در المپیک ۱۹۸۴ لس‌آنجلس نقش مهمی داشت . او بعدها تیم هاکی پاکستان را مدیریت کرد. او همچنین مدیر ارشد تیم هاکی پاکستان بوده است. حسن سردار در بین «۱۰ بازیکن برتر هاکی روی چمن» قرار دارد. 